# よゐこのお夜食の時間ですよ
『よゐこのお夜食の時間ですよ』（よいこのおやしょくのじかんですよ）は、テレビ大阪で2019年9月から10月にかけて放送された関西ローカルの料理番組（ミニ番組）。よゐこの冠番組である。

## 概要
お笑いコンビ・よゐこの濱口優が昭和のお父ちゃん、有野晋哉が優しいお母ちゃんに扮し、夜食としてぴったりで簡単な料理のレシピを紹介する番組。濱口が夜食を無茶振りし、有野がそれに応えて料理を作るというコントのような形式で行われる。
放送後は紹介したレシピが公式サイトに掲載されるほか、テレビ大阪の公式YouTubeチャンネルで放送終了後から4週間限定の見逃し配信も行われていた。レシピにはアマニ油やアマニ粒が使われることが多い。

## 出演
- よゐこ
  - 濱口優 - お父ちゃん
  - 有野晋哉 - お母ちゃん

## 放送リスト
| 回数  | 放送日   | お夜食                 |
| ----- | -------- | ---------------------- |
| 第1夜 | 09月03日 | 冷製枝豆ポタージュ     |
| 第2夜 | 09月10日 | お月見ドリア           |
| 第3夜 | 09月17日 | サンマの焼きおにぎり   |
| 第4夜 | 09月24日 | 照り焼きチキンサンド   |
| 第5夜 | 10月01日 | お母ちゃん流“無限ナス” |
| 第6夜 | 10月08日 | 蒸し鶏のツナマヨサラダ |
| 第7夜 | 10月15日 | 梨のヘルシーパフェ     |
| 第8夜 | 10月22日 | 秋鮭の混ぜごはん       |
| 第9夜 | 10月29日 | 焼きかぼちゃのサラダ   |